# 靖城镇
靖城镇，是中华人民共和国福建省漳州市南靖县下辖的一个乡镇级行政单位。位于南靖县东南部，距县城20千米，距漳州市区18千米。辖1个社区、24个行政村。319国道过境，船场溪、龙山溪汇入九龙江。境内有省属的草坂农场、市属的大房农场。靖城古称兰陵，相传古时大帽山下出产一种名贵兰花而得名。区域面积134.79平方千米。

## 行政区划
靖城镇下辖以下地区：
兰陵社区、草坂村、大房村、草前村、天口村、古湖村、径里村、沧溪村、廍前村、游坑村、武林村、下割村、龙合村、下魏村、郑店村、田边村、珩坑村、湖山村、沥阳村、阡桥村、尚寨村、靖城村、湖林村、院前村、东坂村、靖安村和漳州农校社区。

## 名胜古迹
有建于明朝的文昌塔、城隍庙等古建筑。